# Biendorf (Bernburg)
Biendorf ist ein Ortsteil der Stadt Bernburg (Saale) im Salzlandkreis in Sachsen-Anhalt.

## Geografie
Biendorf liegt ca. 10 km südöstlich der Kreisstadt Bernburg (Saale).

## Geschichte
Der Ort wurde am 2. November 974 erstmals als Biendorp im Gau Serimunt urkundlich erwähnt.
1844 lebten 158 Menschen in Biendorf.
Ab dem 1. Januar 2005 gehörte die Gemeinde Biendorf der Verwaltungsgemeinschaft Nienburg (Saale) an. Am 1. Januar 2010 wurde die bis dahin selbstständige Gemeinde zusammen mit den Gemeinden Baalberge, Gröna, Peißen, Poley, Preußlitz und Wohlsdorf in die Stadt Bernburg (Saale) eingemeindet.

## Wappen
Blasonierung: „Gespalten von Rot und Grün durch eine silberne Spitze mit einem wachsenden, silbern strukturierten schwarzen Turm mit zwei balkenweise angeordneten, rechteckigen Fenstern; auf der geschwungenen Haube eine Laterne mit zwei balkenweise angeordneten rechteckigen Fenstern; auf der geschwungenen Laternenhaube ein Spitzdach mit tropfenförmigem über kugelförmigem Knauf. Vorn gekreuzt ein goldenes Feuerhorn und eine goldene Spritze über einem nach links gewendeten goldenen Hahn. Hinten eine goldene Zuckerrübe mit fünf Blättern.“
Die Farben des Ortsteils – abgeleitet vom Wappen – sind Grün-Weiß.
Die Flagge hat grün-weiße Streifen (1:1) und ist mittig mit dem Wappen Biendorfs belegt.

## Verkehr
Nördlich der Gemeinde ist die Bundesstraße 185, Bernburg (Saale) nach Köthen (Anhalt). Die Bundesautobahn 14, die von Halle (Saale) nach Magdeburg führt, liegt südlich vom Biendorf.
Die Gemeinde besitzt einen Haltepunkt an der Bahnstrecke Köthen–Aschersleben, der stündlich bedient wird.
Durch den Ort verläuft der Europaradweg R1, der das französische Boulogne-sur-Mer mit Sankt Petersburg in Russland verbindet. Auf derselben Routenführung verläuft auf diesem Abschnitt ebenfalls der Radweg Deutsche Einheit sowie der D11.

## Kultur und Sehenswürdigkeiten

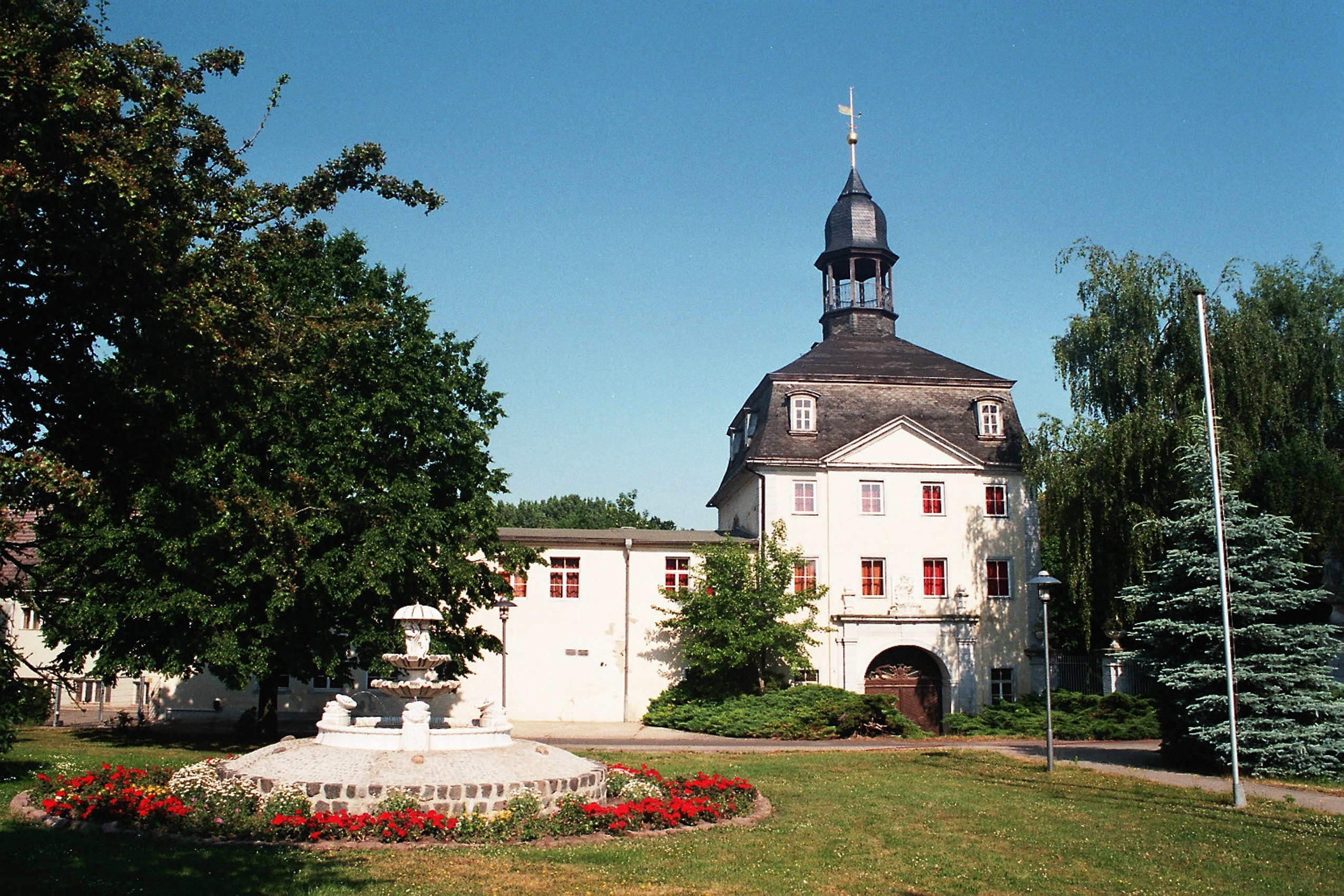
Schloss Biendorf

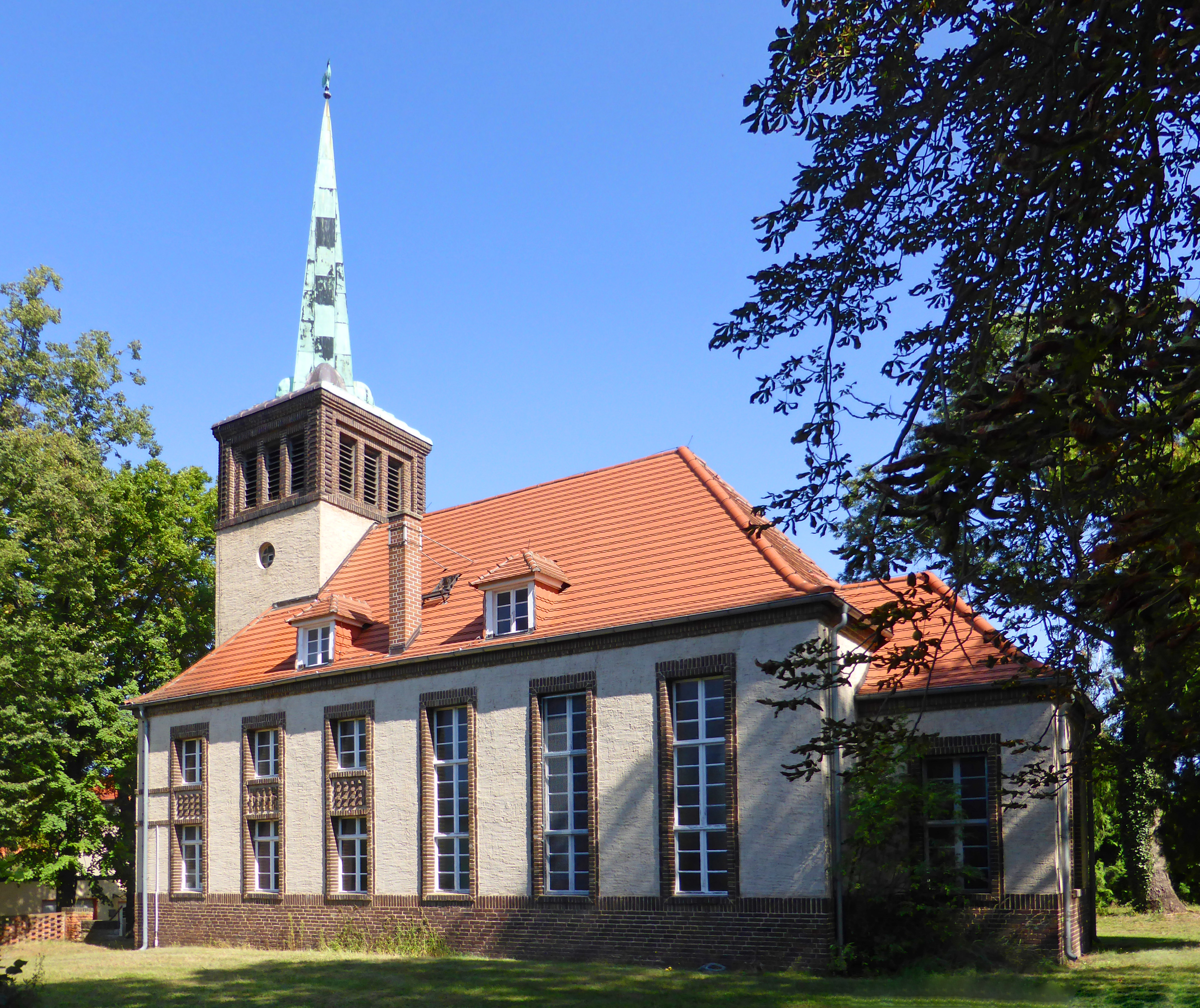
Evangelische Kirche von 1928

Das Schloss Biendorf ist eine spätbarocke Anlage aus dem 18. Jahrhundert. Auf dem Friedhof sind vier mit Namen und Lebensdaten ausgewiesene sowjetische Kriegsgefangene sowie zwei Unbekannte beigesetzt worden.

## Sonstiges
Weltweite Anerkennung fand der in Biendorf gezüchtete Rübensamen der Gebrüder Braune.